# Sorriso
Sorriso is een gemeente in de Braziliaanse deelstaat Mato Grosso. De gemeente telt 60.028 inwoners (schatting 2009).
De gemeente grenst aan Sinop, Vera, Nova Ubiratã, Lucas do Rio Verde en Tapurah.